# Joegoslavië op de Olympische Zomerspelen 1976
Joegoslavië nam deel aan de Olympische Zomerspelen 1976 in Montréal, Canada. Net als bij de vorige deelname werden twee gouden medailles gewonnen. Het totale aantal medailles nam toe van 5 naar 8.

## Medailleoverzicht
| Sport     | Olympiër | Onderdeel                | Medaille |
| --------- | --- | ------------------------ | -------- |
| Kanovaren | Matija Ljubek | C-1 1000m (m)            | Goud     |
| Worstelen | Momir Petković | -82kg Grieks-Romeins (m) | Goud     |
| Basketbal | Krešimir Ćosić Dražen Dalipagić Mirza Delibašić Blagoje Georgijevski Vinko Jelovac Željko Jerkov Dragan Kićanović Andro Knego Zoran Slavnić Damir Šolman Žarko Varajić Rajko Žižić | mannen                   | Zilver   |
| Boksen    | Tadija Kačar | -71kg (m)                | Zilver   |
| Worstelen | Ivan Frgić | -57kg Grieks-Romeins (m) | Zilver   |
| Boksen    | Ace Rusevski | -60kg (m)                | Brons    |
| Judo      | Slavko Obadov | -80kg (m)                | Brons    |
| Kanovaren | Matija Ljubek | C-1 500m (m)             | Brons    |

## Deelnemers en resultaten
(m) = mannen, (v) = vrouwen 

### Atletiek
| Olympiër          | Discipline             | Resultaat | Prestatie                                                                     |
| ----------------- | ---------------------- | --------- | ----------------------------------------------------------------------------- |
| Jozo Alebić       | 400m (m)               | 19e       | serie 5: 3de in 47,03 kwartfinale 4: 5de in 46,94                             |
| Milovan Savić     | 800m (m)               | 23e       | serie 4: 4de in 1.47,73                                                       |
| Lučano Sušan      | 800m (m)               | 6e        | serie 6: 2de in 1.47,82 halve finale 2: 3de in 1.47,03 finale: 6de in 1.45,75 |
| Dušan Janićijević | 10000m (m)             | 25e       | serie 1: 9de in 28.48,87                                                      |
| Vinko Galušić     | 20km snelwandelen (m)  | 24e       | 1:34.46,8                                                                     |
| Nenad Stekić      | verspringen (m)        | 6e        | kwalificatie: 7de met 7,82m finale: 6de met 7,89m                             |
| Janoš Hegediš     | hink-stap-springen (m) | 17e       | kwalificatie: 17de met 16,03m                                                 |
| Danial Temim      | hoogspringen (m)       | 21e       | kwalificatie groep A: 15de met 2,10m                                          |
| Ivan Ivančić      | kogelstoten (m)        | 16e       | kwalificatie: 16de met 18,88m                                                 |
|                   |                        |           |                                                                               |
| Jelica Pavličić   | 400m (v)               | 34e       | serie 3: 6de in 54,11                                                         |
| Radojka Francoti  | verspringen (v)        | 26e       | kwalificatie: 26ste met 5,83m                                                 |
| Snežana Hrepevnik | hoogspringen (v)       | 12e       | kwalificatie groep B: 1ste met 1,80m finale: 12de met 1,84m                   |
| Djurdja Focic     | vijfkamp (v)           | 11e       | 4314 punten                                                                   |

### Basketbal
| Olympiër | Discipline | Resultaat | Prestatie |
| --- | ---------- | --------- | --- |
| Krešimir Ćosić Dražen Dalipagić Mirza Delibašić Blagoje Georgijevski Vinko Jelovac Željko Jerkov Dragan Kićanović Andro Knego Zoran Slavnić Damir Šolman Žarko Varajić Rajko Žižić | mannen     | Zilver    | groep B: 2de W van Puerto Rico: 84-63 W van Tsjecho-Slowakije: 99-81 V van Verenigde Staten: 93-112 W van Italië: 88-87 W van Egypte: 2-0 halve finale: W van Sovjet-Unie: 89-84 finale: V van Verenigde Staten: 74-95 |

| Groep B |                   |             |             |             |            |            |            |        |
| #       | Land              | Wedstrijden | Wedstrijden | Wedstrijden | Doelpunten | Doelpunten | Doelpunten | Punten |
| #       | Land              | G           | W           | V           | V          | T          | Saldo      | Punten |
| 1       | Verenigde Staten  | 5           | 5           | 0           | 394        | 349        | +45        | 10     |
| 2       | Joegoslavië       | 5           | 4           | 1           | 364        | 343        | +21        | 9      |
| 3       | Italië            | 5           | 3           | 2           | 347        | 344        | +3         | 8      |
| 4       | Tsjecho-Slowakije | 5           | 2           | 3           | 418        | 406        | +12        | 7      |
| 5       | Puerto Rico       | 5           | 1           | 4           | 321        | 363        | −42        | 6      |
| 6       | Egypte            | 5           | 0           | 5           | 64         | 103        | −39        | 5      |

| Ronde        | Datum    | Plaats      | Land   | Score             | Land |
| ------------ | -------- | ----------- | ------ | ----------------- | ---- |
| Groepsfase   |          |             |        |                   |      |
| 18 juli      | Montréal | Joegoslavië | 84-63  | Puerto Rico       |      |
| 20 juli      | Montréal | Joegoslavië | 99-81  | Tsjecho-Slowakije |      |
| 21 juli      | Montréal | Joegoslavië | 93-112 | Verenigde Staten  |      |
| 22 juli      | Montréal | Joegoslavië | 88-87  | Italië            |      |
| 24 juli      | Montréal | Joegoslavië | 2-0    | Egypte            |      |
| Halve finale |          |             |        |                   |      |
| 26 juli      | Montréal | Sovjet-Unie | 84-89  | Joegoslavië       |      |
| Finale       |          |             |        |                   |      |
| 27 juli      | Montréal | Joegoslavië | 74-95  | Verenigde Staten  |      |

### Boksen
| Olympiër          | Discipline | Resultaat | Prestatie |
| ----------------- | ---------- | --------- | --- |
| Fazlija Šaćirović | -51kg (m)  | 9e        | 1ste ronde: vrij 2de ronde: W van PER Guzmán: 5-0 3de ronde: V van POL Błażyński: 2-3 |
| Fazlija Šaćirović | -57kg (m)  | 5e        | 1ste ronde: vrij 2de ronde: W van EGY Naguib: walk-over 3de ronde: W van DOM de la Cruz: 4-1 kwartfinale: V van POL Kosedowski: 0-5                                                                                              |
| Ace Rusevski      | -60kg (m)  | Brons     | 1ste ronde: W van IRL Hamill: 4-1 2de ronde: W van PUR Andino: scheidsrechterlijke beslissing 3de ronde: W van CUB Valiente: 5-0 kwartfinale: W van HAI Jeudy: scheidsrechterlijke beslissing halve finale: V van USA Davis: 0-5 |
| Fazlija Šaćirović | -67kg (m)  | 17e       | 1ste ronde: vrij 2de ronde: V van VEN Andino: 0-5 |
| Tadija Kačar      | -71kg (m)  | Zilver    | 1ste ronde: W van DEN Frandsen: 5-0 2de ronde: W van IRI Azarhazin: 5-0 kwartfinale: W van ROU Didea: 5-0 halve finale: W van CUB Garbey: 4-1 finale: V van POL Rybicki: 0-5                                                     |
| Dragan Vujković   | -75kg (m)  | 5e        | 1ste ronde: W van PUR Betancourt: 5-0 2de ronde: W van GBR Odwell: 5-0 kwartfinale: V van CUB Martínez: 0-5 |
| Fazlija Šaćirović | -81kg (m)  | 17e       | 1ste ronde: V van POL Gortat: 2-3 |

### Boogschieten
| Olympiër         | Discipline      | Resultaat | Prestatie                                                                            |
| ---------------- | --------------- | --------- | ------------------------------------------------------------------------------------ |
| Bojan Postruznik | individueel (m) | 9e        | 1ste ronde: 14de met 1190 punten 2de ronde: 10de met 1231 punten totaal: 2421 punten |

### Handbal
| Olympiër | Discipline | Resultaat | Prestatie |
| --- | ---------- | --------- | --- |
| Abaz Arslanagić Vlado Bojović Hrvoje Horvat Milorad Karalićv Radivoj Krivokapić Zdravko Miljak Željko Nimš Radisav Pavićević Branislav Pokrajac Nebojša Popović Zdravko Rađenović Zvonimir Serdarušić Predrag Timko Zdenko Zorko | mannen     | 5e        | groep A: 3de W van Canada: 22-18 W van Denemarken: 25-17 W van Sovjet-Unie: 20-18 W van Japan: 26-22 V van Bondsrepubliek Duitsland: 17-18 5-6de plek: W van Hongarije: 21-19 |

| Groep A |                          |             |             |             |             |            |            |            |        |
| #       | Land                     | Wedstrijden | Wedstrijden | Wedstrijden | Wedstrijden | Doelpunten | Doelpunten | Doelpunten | Punten |
| #       | Land                     | G           | W           | G           | V           | V          | T          | Saldo      | Punten |
| 1       | Sovjet-Unie              | 5           | 4           | 0           | 1           | 111        | 77         | +34        | 8      |
| 2       | Bondsrepubliek Duitsland | 5           | 4           | 0           | 1           | 97         | 73         | +21        | 8      |
| 3       | Joegoslavië              | 5           | 4           | 0           | 1           | 110        | 93         | +17        | 8      |
| 4       | Denemarken               | 5           | 2           | 0           | 3           | 92         | 102        | -10        | 4      |
| 5       | Japan                    | 5           | 1           | 0           | 4           | 96         | 111        | -15        | 2      |
| 6       | Canada                   | 5           | 0           | 0           | 5           | 75         | 122        | -147       | 0      |

| Ronde      | Datum    | Plaats                   | Land  | Score       | Land |
| ---------- | -------- | ------------------------ | ----- | ----------- | ---- |
| Groepsfase |          |                          |       |             |      |
| 18 juli    | Montréal | Joegoslavië              | 22-18 | Canada      |      |
| 20 juli    | Montréal | Joegoslavië              | 25-17 | Denemarken  |      |
| 22 juli    | Montréal | Joegoslavië              | 20-18 | Sovjet-Unie |      |
| 24 juli    | Montréal | Joegoslavië              | 26-22 | Japan       |      |
| 26 juli    | Montréal | Bondsrepubliek Duitsland | 18-17 | Joegoslavië |      |
| 5-6de plek |          |                          |       |             |      |
| 27 juli    | Montréal | Joegoslavië              | 21-19 | Hongarije   |      |

### Judo
| Olympiër          | Discipline      | Resultaat | Prestatie |
| ----------------- | --------------- | --------- | --- |
| Ivan Vidmajer     | -63kg (m)       | 12e       | 1ste ronde: W van AUS Richards 2de ronde: V van HUN Tuncsik                                                                                                   |
| Slavko Obadov     | -80kg (m)       | Brons     | 1ste ronde: W van GDR Ultsch 2de ronde: W van POL Adamczyk kwartfinale: W van GBR Jacks halve finale: V van URS Dvoinikov bronzen finale: W van ESP De Frutos |
| Goran Žuvela      | -93kg (m)       | 30e       | 1ste ronde: V van BEL Van de Walle |
| Radomir Kovacevic | +93kg (m)       | 7e        | 1ste ronde: vrij 2de ronde: W van PER Chandri kwartfinale: V van URS Novikov herkansingen: V van JPN Endo                                                     |
| Radomir Kovacevic | open klasse (m) | 11e       | 1ste ronde: W van FIN Airio 2de ronde: V van URS Tsjotsjisjvili                                                                                               |

### Kanovaren
| Olympiër      | Discipline    | Resultaat | Prestatie                                                                      |
| ------------- | ------------- | --------- | ------------------------------------------------------------------------------ |
| Matija Ljubek | C-1 500m (m)  | Brons     | serie 2: 1ste in 2.10,16 halve finale 2: 2de in 2.07,99 finale: 3de in 1.59,60 |
| Matija Ljubek | C-1 1000m (m) | Brons     | serie 1: 3de in 4.15,14 halve finale 2: 2de in 4.19,99 finale: 1ste in 4.09,51 |

### Roeien
| Olympiër                                  | Discipline      | Resultaat | Prestatie                                                                       |
| ----------------------------------------- | --------------- | --------- | ------------------------------------------------------------------------------- |
| Zoran Pančić Darko Majstorović            | dubbel-twee (m) | 9e        | serie 3: 3de in 6.49,68 halve finale 1: 6de in 6.39,91 finale B: 3de in 7.21,69 |
| Zlatko Celent Duško Mrduljaš              | twee-zonder (m) | 4e        | serie 3: 1ste in 6.56,06 halve finale 2: 2de in 6.34,18 finale: 4de in 7.34,17  |
| Stanko Miloš Milan Butorac Siniša Rutešić | twee-met (m)    | 12e       | serie 2: 3de in 7.40,70 halve finale 2: 5de in 7.12,02 finale: 6de in 8.16,22   |

### Schietsport
| Olympiër            | Discipline             | Resultaat | Prestatie   |
| ------------------- | ---------------------- | --------- | ----------- |
| Zdravko Milutinović | 50m geweer 3 houdingen | 7e        | 1152 punten |
| Srecko Pejovic      | 50m geweer 3 houdingen | 4e        | 1156 punten |
| Desanka Pešut       | 50m geweer liggend     | 7e        | 592 punten  |
| Miroslav Šipek      | 50m geweer liggend     | 31e       | 588 punten  |
| Franc Peternel      | 25m snelvuurpistool    | 15e       | 587 punten  |

### Waterpolo
| Olympiër | Discipline | Resultaat | Prestatie |
| --- | ---------- | --------- | --- |
| Boško Lozica Damir Polić Dejan Dabović Ðuro Savinović Dušan Antunović Miloš Marković Ozren Bonačić Predrag Manojlović Siniša Belamarić Uroš Marović Zoran Kačić | mannen     | 5e        | groep A: 2de G van Cuba: 4-4 W van Iran: 15-0 G van Italië: 6-6 finale groep: 5de G van Roemenië: 5-5 V van Italië: 4-5 G van Bondsrepubliek Duitsland: 4-4 V van Nederland: 3-5 G van Hongarije: 5-5 |

| Groep A |             |             |             |             |             |        |        |        |        |
| #       | Land        | Wedstrijden | Wedstrijden | Wedstrijden | Wedstrijden | Punten | Punten | Punten | Punten |
| #       | Land        | G           | W           | G           | V           | V      | T      | Saldo  | Punten |
| 1       | Italië      | 3           | 2           | 1           | 0           | 26     | 13     | +13    | 5      |
| 2       | Joegoslavië | 3           | 1           | 2           | 1           | 25     | 10     | +15    | 4      |
| 3       | Cuba        | 3           | 1           | 1           | 1           | 22     | 15     | +7     | 3      |
| 4       | Iran        | 3           | 0           | 0           | 3           | 4      | 19     | −35    | 0      |

| Ronde      | Datum    | Plaats      | Land | Score  | Land |
| ---------- | -------- | ----------- | ---- | ------ | ---- |
| Groepsfase |          |             |      |        |      |
| 18 juli    | Montréal | Joegoslavië | 4-4  | Cuba   |      |
| 19 juli    | Montréal | Joegoslavië | 15-0 | Iran   |      |
| 20 juli    | Montréal | Joegoslavië | 6-6  | Italië |      |

| Groep 1-6de plaats |                          |             |             |             |             |        |        |        |        |
| #                  | Land                     | Wedstrijden | Wedstrijden | Wedstrijden | Wedstrijden | Punten | Punten | Punten | Punten |
| #                  | Land                     | G           | W           | G           | V           | V      | T      | Saldo  | Punten |
| 1                  | Hongarije                | 5           | 4           | 1           | 0           | 30     | 24     | +6     | 9      |
| 2                  | Italië                   | 5           | 2           | 2           | 1           | 21     | 20     | +1     | 6      |
| 3                  | Nederland                | 5           | 2           | 2           | 1           | 18     | 17     | +1     | 6      |
| 4                  | Roemenië                 | 5           | 1           | 3           | 1           | 26     | 25     | +1     | 5      |
| 5                  | Joegoslavië              | 5           | 0           | 3           | 2           | 21     | 24     | -3     | 3      |
| 6                  | Bondsrepubliek Duitsland | 5           | 0           | 1           | 4           | 15     | 21     | -6     | 1      |

| Ronde      | Datum    | Plaats    | Land | Score                    | Land |
| ---------- | -------- | --------- | ---- | ------------------------ | ---- |
| Groepsfase |          |           |      |                          |      |
| 22 juli    | Montréal | Roemenië  | 5-5  | Hongarije                |      |
| 23 juli    | Montréal | Italië    | 5-4  | Hongarije                |      |
| 24 juli    | Montréal | Hongarije | 4-4  | Bondsrepubliek Duitsland |      |
| 26 juli    | Montréal | Nederland | 5-3  | Hongarije                |      |
| 27 juli    | Montréal | Hongarije | 5-5  | Hongarije                |      |

### Wielrennen
| Olympiër     | Discipline                    | Resultaat | Prestatie                                               |
| ------------ | ----------------------------- | --------- | ------------------------------------------------------- |
| Vlado Fumić  | sprint (m)                    | 21e       | 1ste ronde serie 3: V van GDR Geschke herkansingen: 2de |
| Vlado Fumić  | tijdrit (m)                   | 24e       | 1.13,037                                                |
| Bojan Ropret | individuele achtervolging (m) | 22e       | kwalificatie: 22ste in 5.06,32                          |

### Worstelen
| Olympiër       | Discipline  | Resultaat   | Prestatie |
| Vrije stijl    | Vrije stijl | Vrije stijl | Vrije stijl |
| -------------- | ----------- | ----------- | --- |
| Risto Darlev   | -57kg (m)   | 10e         | 1ste ronde: W van NZL Oldridge 2de ronde: W van MEX López 3de ronde: V van GRE Hatziioannidis 4de ronde: V van GDR Brüchert                                                                    |
| Šaban Sejdi    | -68kg (m)   | 19e         | 1ste ronde: V van URS Pinigin 2de ronde: V van JPN Sugawara |
| Risto Darlev   | -74kg (m)   | 10e         | 1ste ronde: V van KOR Yu 2de ronde: W van TUR Topuz 3de ronde: W van TCH Karabin 4de ronde: V van GDR Hempel                                                                                   |
| Grieks-Romeins |             |             | |
| Ivan Frgić     | -57kg (m)   | Zilver      | 1ste ronde: W van SWE Lindholm 2de ronde: W van HUN Doncsecz 3de ronde: vrij 4de ronde: W van BUL Stefanov 5de ronde: W van JPN Suga 6de ronde: W van URS Mustafin 7de ronde: V van FIN Ukkola |
| Momir Petković | -82kg (m)   | Goud        | 1ste ronde: W van IRI Montazeralzohour 2de ronde: W van USA Chandler 3de ronde: W van URS Cheboksarov 4de ronde: W van ROU Enache 5de ronde: W van TCH Janota 6de ronde: W van BUL Kolev       |
| Darko Nišavić  | -90kg (m)   | 4e          | 1ste ronde: V van BUL Ivanov 2de ronde: W van HUN Séllyei 3de ronde: W van USA Johnson 4de ronde: W van SWE Andersson 5de ronde: V van POL Kwieciński                                          |

### Zeilen
| Olympiër      | Discipline | Resultaat | Prestatie                        |
| ------------- | ---------- | --------- | -------------------------------- |
| Minski Fabris | finn       | 13e       | 103 punten: (8-9-13-16-DSQ-9-12) |

### Zwemmen
| Olympiër       | Discipline           | Resultaat | Prestatie                |
| -------------- | -------------------- | --------- | ------------------------ |
| Borut Petrič   | 400m vrije slag (m)  | 32e       | serie 2: 5de in 4.07,5   |
| Borut Petrič   | 1500m vrije slag (m) | 20e       | serie 1: 4de in 16.03,92 |
| Nenad Miloš    | 100m rugslag (m)     | 22e       | serie 4: 5de in 1.00,70  |
| Predrag Miloš  | 100m rugslag (m)     | 29e       | serie 5: 5de in 1.01,05  |
| Nenad Miloš    | 200m rugslag (m)     | 26e       | serie 2: 6de in 2.11,25  |
| Predrag Miloš  | 200m rugslag (m)     | 28e       | serie 4: 5de in 2.12,21  |
| Zdravko Divjak | 100m schoolslag (m)  | 25e       | serie 5: 6de in 1.08,31  |
| Zdravko Divjak | 200m schoolslag (m)  | 24e       | serie 4: 7de in 2.34,07  |

Amerikaanse Maagdeneilanden · Andorra · Antigua en Barbuda · Argentinië · Australië · Bahama's · Barbados · België · Belize · Bermuda · Bolivia · Bondsrepubliek Duitsland · Brazilië · Bulgarije · Canada · Chili · Colombia · Costa Rica · Cuba · Denemarken · Dominicaanse Republiek · Duitse Democratische Republiek · Ecuador · Egypte · Fiji · Filipijnen · Finland · Frankrijk · Griekenland · Groot-Brittannië · Guatemala · Haïti · Honduras · Hongarije · Hongkong · Ierland · IJsland · India · Indonesië · Iran · Israël · Italië · Ivoorkust · Jamaica · Japan · Joegoslavië · Kaaimaneilanden · Kameroen · Koeweit · Libanon · Liechtenstein · Luxemburg · Maleisië · Marokko · Mexico · Monaco · Mongolië · Nederland · Nederlandse Antillen · Nepal · Nicaragua · Nieuw-Zeeland · Noord-Korea · Noorwegen · Oostenrijk · Pakistan · Panama · Papoea-Nieuw-Guinea · Paraguay · Peru · Polen · Portugal · Puerto Rico · Roemenië · San Marino · Saoedi-Arabië · Senegal · Singapore · Sovjet-Unie · Spanje · Suriname · Thailand · Trinidad en Tobago · Tsjecho-Slowakije · Tunesië · Turkije · Uruguay · Venezuela · Verenigde Staten · Zuid-Korea · Zweden · Zwitserland